# C9orf129
C9orf129 (англ. Chromosome 9 open reading frame 129) – білок, який кодується однойменним геном, розташованим у людей на 9-й хромосомі. Довжина поліпептидного ланцюга білка становить 196 амінокислот, а молекулярна маса — 20 715.
| 10         |  | 20         |  | 30         |  | 40         |  | 50         |
| ---------- |  | ---------- |  | ---------- |  | ---------- |  | ---------- |
| MPGMVPPHVP |  | PQMLNIPQTS |  | LQAKPVAPQV |  | PSPGGAPGQG |  | PYPYSLSEPA |
| PLTLDTSGKN |  | LTEQNSYSNI |  | PHEGKHTPLY |  | ERSLPINPAQ |  | SGSPNHVDSA |
| YFPGSSTSSS |  | SDNDEGSGGA |  | TKYTIYWGFR |  | ATDHHVQGRD |  | SQARGTAAHW |
| HGGHVCSPNV |  | FWRISHGPAQ |  | QLTFPTEQAA |  | PPVCPAPASR |  | RLSAPG     |

A: Аланін

C: Цистеїн

D: Аспарагінова кислота

E: Глутамінова кислота

F: Фенілаланін

G: Гліцин

H: Гістидин

I: Ізолейцин

K: Лізин

L: Лейцин

M: Метіонін

N: Аспарагін

P: Пролін

Q: Глутамін

R: Аргінін

S: Серин

T: Треонін

V: Валін

W: Триптофан